# Rodolphe Julian
Pierre Louis Rodolphe Julian född 13 juni 1839 i Lapalud, död 2 februari 1907 i Paris, var en fransk målare, etsare och grundare och chef för Académie Julian i Paris.
Rodolphe Julian studerade måleri i Paris för Léon Cogniet och Alexandre Cabanel på École des Beaux-Arts.
År 1868 grundade han den privata konstakademin Académie Julian, som erbjöd utbildning till utländska elever, med syftet att förbereda dem tillträde till École des Beaux-Arts. 
Han gifte sig med målaren Amélie Beaury-Saurel 1895.

## Galleri

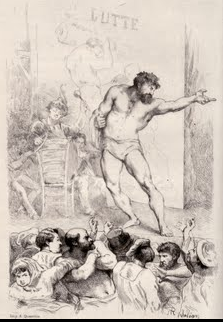
Ompdrailles – Le Tombeau des lutteurs.
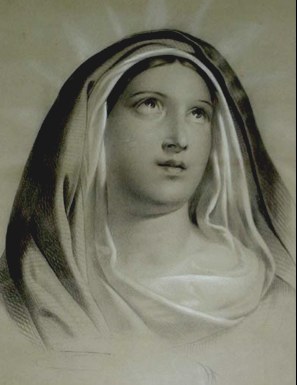
Madonna.
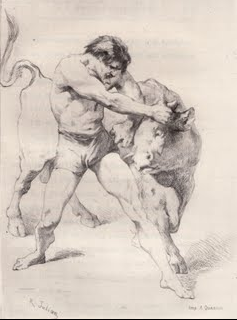
Ompdrailles – Le Tombeau des lutteurs.